# Catharsius alpheus
Catharsius alpheus är en skalbaggsart som beskrevs av Gillet 1932. Catharsius alpheus ingår i släktet Catharsius och familjen bladhorningar. Inga underarter finns listade.